# 黑领噪鹛
黑领噪鹛（学名：Pterorhinus pectoralis），是画眉科噪鹛属的一种，分布于美国（引进种）、不丹、孟加拉国、老挝、中国大陆、越南、印度、泰国、缅甸和尼泊尔。全球活动范围约为2,170,000平方千米。该物种的保护状况被评为无危。
黑领噪鹛的平均体重约为145.5克。栖息地包括亚热带或热带的（低地）湿润疏灌丛、亚热带或热带的湿润低地林、种植园、温带疏灌丛、温带森林和亚热带或热带的湿润山地林。